# Guido Koltermann
Guido Koltermann (* 13. August 1974 in Bocholt) ist ein ehemaliger deutscher Fußballtorwart.

## Karriere
Guido Koltermann erlernte das Fußballspielen beim Bocholter Vorortverein DJK Lowick. In der Jugend wechselte er erst die Position – vom Sturm ins Tor – und dann den Verein, für ein Jahr spielte er als B-Jugendlicher bei Bayer 04 Leverkusen. Als A-Jugendlicher schaffte er den Sprung in den Oberligakader des 1. FC Bocholt, mit dem er 1994 in die Regionalliga aufstieg. 1998 wechselte Guido Koltermann zum VfL Wolfsburg, wo er allerdings nicht an Torhüter Claus Reitmaier vorbeikam. Nach zwei Jahren in der Amateurmannschaft des VfL verpflichtete ihn Bundesligist SpVgg Unterhaching, für die er nach dem Abstieg vier Einsätze in der 2. Bundesliga absolvierte. Im Jahr 2002 wechselte er in die Regionalliga Süd zum SV Wehen und bestritt in drei Spielzeiten insgesamt 76 Ligaspiele. 2005 kehrte Guido Koltermann zum 1. FC Bocholt in die Oberliga Nordrhein zurück. Nach dem Abstieg der Bocholter wechselte er im Sommer 2008 zum Landesligisten VfL Rhede, wo er bis 2010 spielte und danach als Torwarttrainer in das Betreuerteam wechselte. Aufgrund von Personalengpässen saß er in den folgenden Jahren noch einige Male auf der Ersatzbank und kam im Oktober 2012 zu zwei weiteren Einsätzen für die inzwischen in die Oberliga Niederrhein aufgestiegenen Rheder. Zur Saison 2013/14 wechselte Koltermann mit dem gesamten Trainerteam zum 1. FC Bocholt, wo er 2018 im Alter von 44 Jahren noch zweimal als Ersatztorhüter (ohne Einsatz) aushalf und bis 2020 als Torwarttrainer tätig war.